# Arthroleptides martiensseni
Arthroleptides martiensseni е вид жаба от семейство Petropedetidae. Видът е застрашен от изчезване.

## Разпространение
Разпространен е в Танзания.